# كاثرين سارة سكوت
كاثرين سارة سكوت (بالإنجليزية: Kathryn Sarah Scott)‏ هي مغنية مؤلفة بريطانية، ولدت في 29 سبتمبر 1974 في إيستبورن في المملكة المتحدة.

## وصلات خارجية
- الموقع الرسمي
- كاثرين سارة سكوت على موقع ميوزك برينز (الإنجليزية)
- كاثرين سارة سكوت على موقع ديسكوغز (الإنجليزية)